# Park Narodowy Północnych Gór Kaskadowych
Park Narodowy Północnych Gór Kaskadowych (ang. North Cascades National Park) – park narodowy położony w północnej części stanu Waszyngton w USA. Został utworzony w 1968 na powierzchni 2045 km². Nazwa parku pochodzi od pasma górskiego Gór Kaskadowych.

## Opis parku
Góry Kaskadowe stanowią znaczną część parku, i mają znaczny wpływ na klimat środowiska. Lasy (głównie iglaste) mają charakter mokry i bujny, a na szczytach można znaleźć wiele lodowców (318 na terenie całego parku w 1971). Wszystkie lodowce jednak w okresie 1985–2005 znacznie zmniejszyły swój zasięg, i w ostatnich latach topnieją coraz szybciej.

## Fauna
Na terenie Parku Narodowego Północnych Gór Kaskadowych występuje wiele dzikich gatunków, wśród których można wymienić: grizzly, wilka, rysia oraz wiele innych gatunków.

## Galeria

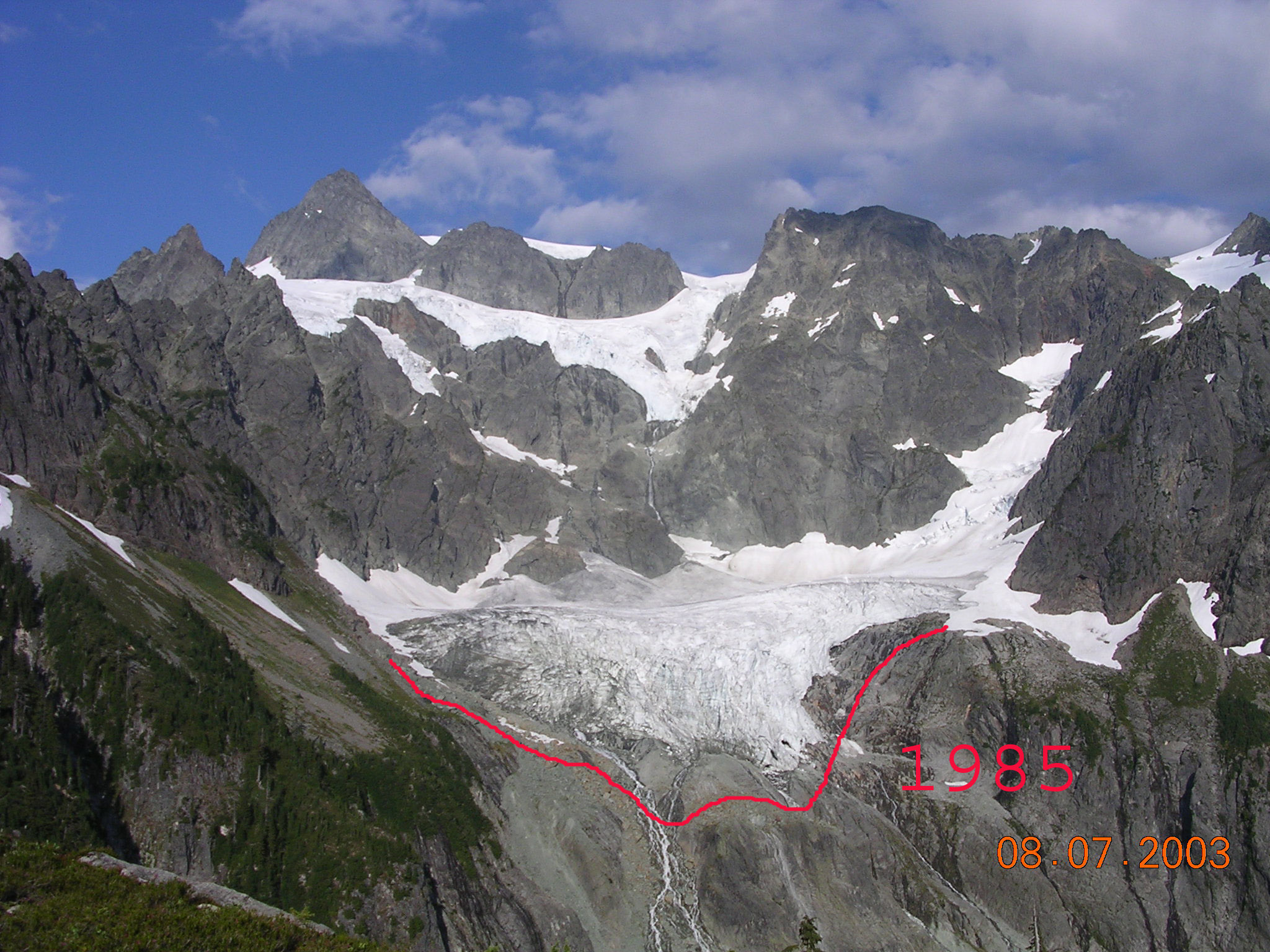
Lodowiec Lower Curtis w 2003.
Widok na Zaczarowaną Górę (Magic Mountain).
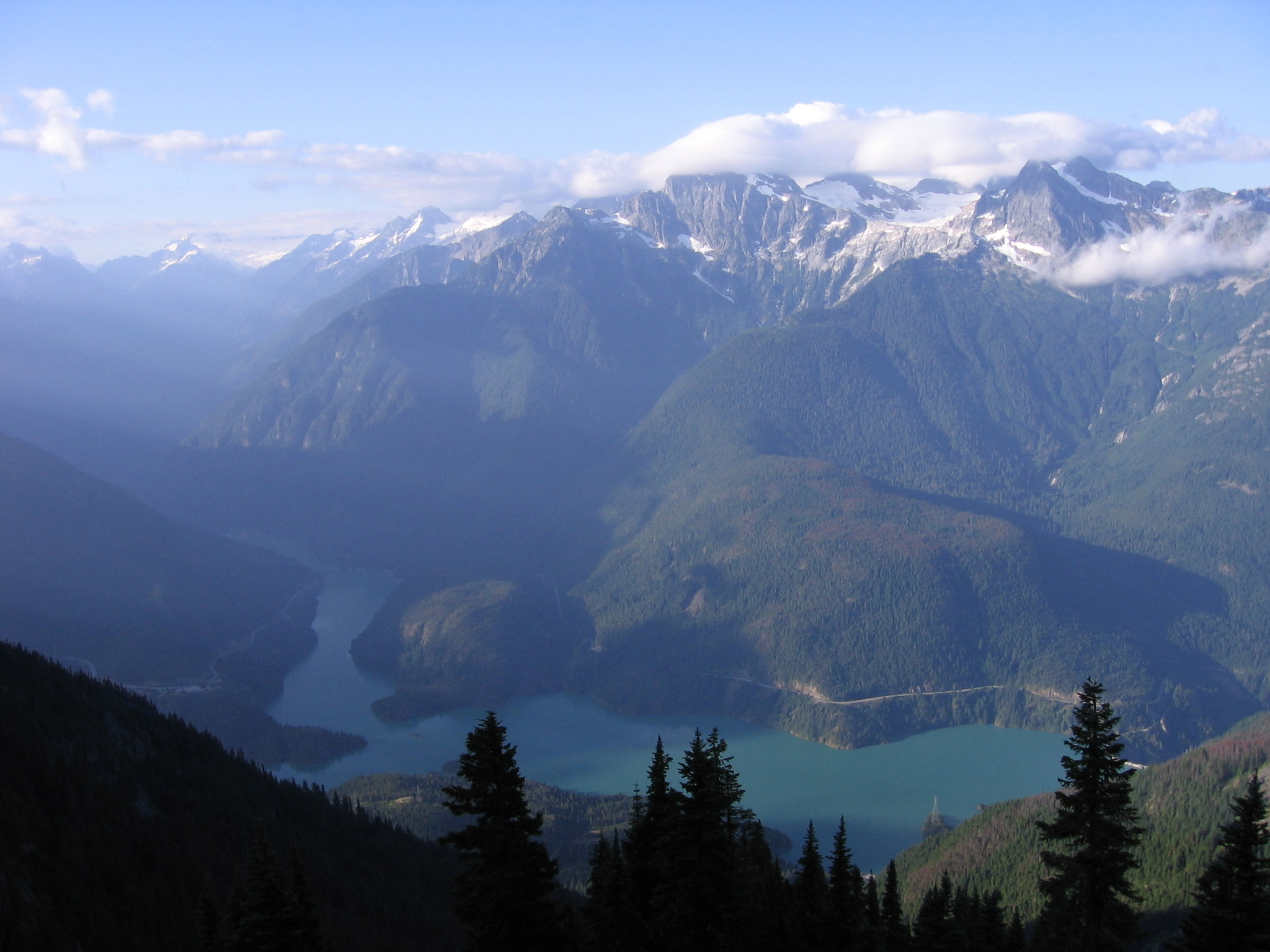
Jezioro Ross